# Ben Williams (sędzia piłkarski)
Benjamin Jon Williams (ur. 14 kwietnia 1977 w Canberze) – australijski sędzia piłkarski urodzony w Canberze. W przeszłości był nauczycielem wychowania fizycznego w jednej ze szkół w Hawker.
Od 2005 jest sędzią FIFA. Jest arbitrem w australijskiej lidze A-League. Sędziował także spotkanie w Azjatyckiej Lidze Mistrzów w piłce nożnej. W 2012 Williams został wybrany jako jeden z 16 arbitrów do sędziowania na Igrzyskach Olimpijskich w Londynie. 14 stycznia 2014 r. Williams został mianowany jednym z 25 sędziów na Mistrzostwach Świata w Piłce Nożnej 2014.